# 群馬県立前橋高等学校
群馬県立前橋高等学校（ぐんまけんりつまえばしこうとうがっこう）は、群馬県前橋市下沖町に所在する県立男子高等学校。
通称は「前高」（まえたか）。

## 概要

### 校訓
- 質実剛健
- 気宇雄大

### 教育目標
- 理想を追求し、未来を切り拓くために、着実に努力する姿勢を育む。
- 知識を充実させ、思考力、判断力、表現力を伸ばす。
- 個人の価値を自覚し、自然や文化を尊重する豊かな心を育む。
- スポーツを愛好し、心身の健康の保持増進に努める姿勢を育む。
- 個性や能力を伸ばすために、自らを律する生活態度を育む。

## 沿革

### 略歴
群馬県立前橋高等学校は、1877年（明治10年）9月、東群馬郡曲輪町（現・前橋市大手町）の旧前橋城内に設立された公立の第十七番中学利根川学校をルーツとする。その後、1879年（明治12年）6月に利根川学校を閉鎖し師範学校内に群馬県中学校を開設する。その後さらに名称、設置場所などの幾多の変遷を経て、1901年（明治34年）4月に群馬県立前橋中学校となる。その当時は、校舎は東群馬郡紅雲分村（現・前橋市紅雲町）に所在していた。1912年（明治45年）には、生徒定員は600名であった。1934年（昭和9年）8月には、昭和天皇の行幸に合わせて校舎を前橋市天川原町（現・文京町）に新築・移転する。1939年（昭和14年）には、生徒定員1,000名となった。
1948年（昭和23年）、学制改革によって、群馬県立前橋中学校は群馬県立前橋高等学校と改称、改編。4年後の1952年（昭和27年）、失火により、校内建築物は講堂と体育館を除いて全焼したが、まもなく再建された。当時の校舎復興に尽力した生徒の母親達の組織が「前橋高校母の会」として残り、PTAとは別に現在も活動中である。
子供の数の増加に伴って、定員も1956年（昭和31年）には1,200人、1964年（昭和39年）には1,350人と増加していった。1979年（昭和54年）、天川地区の区画整理事業によって校地南側の道路が拡幅されることに伴い、校庭が道路用地として大きく削られることになったため、前橋市下沖町に新築移転した。下沖の校地は天川原の校地に比べ2倍近い広さがあり、野球場と1周400メートルのグランドを別に設置している。なお、移転の際、生徒達が前橋高校の校旗を先頭として、自分の使う机を担ぎながら、文京町から下沖町まで移動した。

### 年表
- 1873年（明治6年） - 前橋城旧御殿内に利根川学校を設置、翌年官立学校として許可を得る[2]。
- 1877年（明治10年）9月 - 東群馬郡曲輪町（現・前橋市大手町）に、第十七番中学利根川学校が設立される[2][3]。
- 1879年（明治12年）6月 - 利根川学校を閉鎖し師範学校内に群馬県中学校を開設する[2]。
- 1880年（明治13年）
  - 1月26日 - 開校式[2][3]。
  - 4月 - ストライキ（同盟休校）。生徒らは龍海院に集まり楫取素彦県令に上申書を提出（4月8日付「群馬新聞」）。4月15日に県令の命令で解散[4]。
  - 12月 - 旧利根川学校校舎に戻る[2]。
- 1882年（明治15年）1月 - 旧前橋城内から南勢多郡小暮村（現・前橋市富士見町小暮）に移転[2]。
- 1883年（明治16年）6月 - ストライキ。鈴木孝雄を含む38人が退学処分[5]。
- 1886年（明治19年）
  - 2月 - 群馬県会が中学校予算支出を否決、有志の寄付と授業料で運営される[2][3]。
  - 9月 - 中学校令発布により、群馬県尋常中学校となる[2]。
- 1887年（明治20年）
  - 4月 - 小暮から移り龍海院を校舎とする[2]。
  - 11月 - 東群馬郡紅雲分村（現・前橋市紅雲町）に新築移転[2][3]。
- 1889年（明治22年） - 学生服の着用が定められる[6]。
- 1891年（明治24年）12月 - 群馬県会に校費を県費で支弁する決議案が木桧仙太郎（明治13年ストライキによる退学者）、萩原鐐太郎らにより提出され、採択される[7]。
- 1897年（明治30年）3月 - 群馬、甘楽、碓井、利根、新田、多野の6分校が置かれる[2]。
- 1899年（明治32年）4月 - 群馬県中学校となる[2]。
- 1900年（明治33年）
  - 2月 - 鈴木券太郎校長排斥のストライキ。鈴木校長は2月28日に退職。ストライキ首謀者は停学処分を受け、平井晩村は処分に憤慨し退学している[8]。
  - 4月 - 高崎（群馬）、富岡（甘楽）、太田（新田）の3分校独立に伴い、本校を群馬県前橋中学校とする[2][3]。
- 1901年（明治34年）4月 - 群馬県立前橋中学校となる[3]。安中（碓氷）、藤岡（多野）の2分校独立。
- 1905年（明治38年）11月12日 - 制服への不満からストライキ。佐藤垢石、内山岩太郎ら43名が退学処分[9]。
- 1912年（明治45年）4月 - 沼田（利根）分校独立。
- 1916年（大正5年）2月 - 校旗制定[2][3]。
- 1918年（大正7年）5月 - 校歌制定[2][3]。
- 1922年（大正11年）7月1日 - 野球部を偏重していた桜田広利校長の「庭球は女性的」という発言がきっかけでストライキ。桜田校長の「君等は自分に辞職を勧告する前になぜ自決せぬか」との発言で74名の生徒が退校届を出したが（7月4日付「上毛新聞」）、学校側の処分は無期停学後、情状により順次登校させるというものだった[10]。
- 1934年（昭和9年）8月 - 前橋市天川原町（現・文京町）に新築移転[3]。
- 1948年（昭和23年）
  - 4月 - 学制改革に伴い、群馬県立前橋高等学校となる[3]。
  - 10月 - 私立厩城高等学校を県へ移管することとなり、本校の定時制課程となる[3]。
- 1952年（昭和27年）12月22日 - 原因不明の火災により講堂、体育館を除いて校舎が全焼する[11][3]。
- 1969年（昭和44年）3月 - 定時制課程廃止[3]。定時制課程は群馬県立前橋第二高等学校（現・群馬県立前橋清陵高等学校）に移管。
- 1979年（昭和54年）6月9日 - 前橋市下沖町に新築移転[3]。
- 1997年（平成9年）創立120周年記念 赤城夜間登山を実施する[12]。
- 2018年（平成30年）生徒定員を840名（1学年7組 280名）とする[12]。
- 2019年（平成31年）文部科学省から5年間のスーパーサイエンスハイスクールの指定を受ける[12]。
- 2023年（令和5年）群馬県教育委員会からSAH協力校の指定を受ける[13]。

## 基礎データ

### 所在地
- 群馬県前橋市下沖町321-1

### 通学区域
- 群馬県全域（2007年（平成19年）以降）

### アクセス
- 上毛電鉄片貝駅 徒歩5分

### 象徴

#### 校章
校章はアルファベットの「MAEBASHI」を図案化したものである。旧制中学校時代はその中央上に漢字の「中」を配置していたが、戦後新制の高等学校になってからは、「中」の文字を漢字の「高」に改めている。

#### 校歌・応援歌・凱旋歌
校歌は1917年（大正7年）に、生徒の発議によって作られることとなり、初め生徒から歌詞を募ったものの秀作はなく、かつて前橋中学校に在籍し、当時は小説の執筆や民謡の作詞等で名を知られた平井晩村に依頼することとなった。平井晩村は八方から依頼されている原稿をさしおいて作詞に専念し、作曲は平井晩村の紹介で、大須賀乙字を通して依頼された東京音楽学校の中田章（唱歌「早春賦」の作曲で知られる。「夏の思い出」の作曲で知られる中田喜直の父）の手で為された。
校歌も校章と同じく戦後の学制改革の際に4番（最終章）の「われ等が前橋中学校」の部分が「われ等が前橋高等学校」と改められた。
応援歌と凱旋歌は、1918年（大正8年）に野球部が甲子園出場を賭けて北関東大会に出場し、決勝まで進出した際、茨城県竜ヶ崎中学校（現在の茨城県立竜ヶ崎第一高等学校）との決勝戦が行われる龍ケ崎まで後輩の応援にやって来ていた前橋中学校野球部OBの屋代周二（当時東京帝国大学在学中）が、やはり応援に来ていた当時の桜田広利校長の依頼で一夜のうちに作詞したものである。メロディーは当時旧制高等学校や大学の応援団などで歌われていた応援歌等のメロディーを即席で拝借したものであると、「前橋高校百三年史」に寄せられた屋代の文にある。（この時の決勝戦では敗退して甲子園出場はならなかった）応援歌と凱旋歌の歌詞には「枚を銜みて」「優曇華」「鎧袖一触」「百錬」「降魔」「あはれ燕雀」（応援歌）「益荒男」「蛟龍遂に雨を得て」（凱旋歌）などの、和漢の古典を出典とする語が多用されているのも特徴である。なお、応援歌と凱旋歌は、制定以降長らく口承によって受け継がれてきたが、1978年（昭和53年）に硬式野球部が春の選抜高等学校野球大会に初出場した際に、曲は当時の音楽科教師であった永長信一によって採譜され、歌詞は鎧塚弘久ら、当時の国語科教師によって確定された。（「前橋高等学校百三年史」による）
校歌は1番より4番まであるが、野球応援の時などは1番と4番のみ歌われることが多い。式典時は全番歌われる。前中・前高同窓会総会の際は、4番の末尾の1回目は「我らが前橋中学校」、2回目は「我らが前橋高等学校」と歌われるのが習わしとなっている。新入生は、入学直後に応援団による校歌指導という伝統行事があり、校歌と応援歌、凱旋歌を覚える。当校のWEBページにて校歌（1番のみ）と応援歌、凱旋歌を試聴することができる。

#### 制服
男子校の伝統でもある金ボタン5個の黒詰襟学生服。

## 教育
1学年では、芸術（音楽・美術・書道から一つを選択）の他は、全員が同じ教科・科目を履修する。2学年では文系と理系に分かれ、文系では全員が同じ教科・科目を履修する。理系では理科で物理または生物から1科目、及び地歴科において日本史探究または地理探究から1科目を選択する他は、全員が同じ教科・科目を履修する。3学年では、文系では地歴公民科の中から、日本史・世界史・倫理政経のうち二つを選択する。さらに、物理または化学または生物の中から2科目を選択する。理系では地歴科と理科で選択科目があり、2学年と同じ教科を基本的に選択するが、地歴科において、日本史及び地理の代わりに世界史を選択する者が例年数名おり、授業が開講されている。それ以外は全員が同じ科目を履修する。
また、2019年度 - 2023年度の5年間、文部科学省からスーパーサイエンスハイスクール (SSH) 第Ⅰ期の指定を受け、2019年度入学生から、独自の教育課程を編成し、実施している。SS物理基礎・SS物理、SS化学基礎・SS化学、SS生物基礎・SS生物、SS探求基礎、SS科学研究I、SS科学研究II、SS探求総合等の科目を、学校設定科目として設定した。さらに、2024年度 - 2029年度の5年間も第Ⅱ期の指定を受け、2024年度入学生から、新たにSS数学・SS情報・SS家庭基礎等の科目を学校設定科目として設定している。（SSHの教育課程や学校設定科目に関しての詳しいことは、前橋高校のHPを参照）。
この他、総合的な探求の時間もあり、1・2学年では、年間を通じて研究や調査を深め、研修旅行などの成果もふまえて、年度末に論文をまとめ、優秀な論文は論文発表会で発表されるとともに、論文集としてまとめられる。3学年では小論文執筆のための様々な学習を行う。各学年とも、自分の進路に密接に関わる調査・研究を通して学習を進めるのが特徴である。
国語・数学・英語の一部の授業では習熟度別授業も実施されている。宿題も数学を中心にほとんど毎日課されており、週末にも週末課題と称して多くの課題が課されている。始業前や放課後には補習も行われている。さらに年間8回、土曜日に土曜登校学習と称して午前中3時間の補習が行われている。夏季休業中にも、1期、2期、3期（3年生のみ）にわたってそれぞれ5日間ずつ補習が行われる。冬季休業中、春季休業中にも、1・2年生対象にそれぞれ5日間の補習が行われる。なお、夏季休業中には、嬬恋方面において学習合宿が実施され（3年生が6泊7日、1, 2年生が合同で4泊5日）、多くの生徒が参加し、1日10時間以上の学習に取り組んでいる。また、冬季休業中を中心に、冬季集中学習会と称する自学自習を行う行事が3年生において行われている。

## 学校生活

### 行事
前橋高校における代表的な行事としては、文化祭・蛟龍（こうりょう）祭と、群馬県立高崎高等学校との対抗スポーツ大会である定期戦、音楽三部による定期公演・優曇華（うどんげ）が挙げられる。これらの行事は、生徒が組織する実行委員会によって企画・運営がなされている。他に、年に2回行われる校内競技大会、研修旅行、修学旅行、遠足、OB講演会なども開催されている。
- 蛟龍祭（こうりょうさい）
2年に1回、6月上旬の土日2日間で開催される文化祭である。文化部や各クラスによる展示や発表、公演の他、のど自慢、ミス・マエタカコンテスト（女装コンテスト）、ロックコンサート、模擬店、招待試合、バザーなどが2日間にわたって公開で行われ、近隣の他校の生徒や地域住民が多数訪れる。昭和24年（1949年）、第1回文化祭として開催され、昭和52年（1977年）より名称を「蛟龍祭」とした。また、第50回からは入場口前に巨大なモニュメントを制作するのが習わしとなっている。
- 前高・高高定期戦 (まえたか・たかたかていきせん)
毎年1回、9月末の金曜日に、1日がかりで高崎高校の生徒とさまざまなスポーツ種目の対抗戦を行い、その雌雄を決するもので、その始まりは戦後間もない頃まで遡る。両校の生徒達がしばしば利根川の両岸に対峙して石投げをしていたのを、もっと平和的な対決方法を模索する中で始まったものであるという説が有力である。第1回は昭和24年（1949年）11月8日、前橋高校庭で開催され引き分けた。例年両校の生徒がどちらか一方の高校に集まって開催され、ホーム・アウェーは一年ごとに交代する。競技は両校共に部活動として存在する種目の各部に所属する者同士による部対抗（硬式野球、軟式野球、陸上、バスケットボール、バレーボール、柔道、サッカー、ラグビー、テニス、ソフトテニス、空手道、卓球、弓道）とそれ以外の生徒が出場する一般対抗（駅伝、陸上、テニス、バレーボール、バスケットボール、卓球、ソフトボール、玉入れ、綱引き、長縄跳び［3年のみ］）がある。勝敗は両校の一般対抗と部対抗の総合得点によって決定する。第78回（2024年）は、9年ぶりに勝利した。
- 優曇華 (うどんげ)
毎年1回、7月中旬 - 下旬に前橋市民文化会館大ホール（2010・2013・2024年度はベイシア文化ホール〈旧群馬県民会館〉大ホール）にて行われる吹奏楽部、ギター・マンドリン部、音楽部の3部による合同コンサートで、夕方から夜にかけて4時間ほどのプログラムで開催される。優曇華は公開で、例年多数の観客を集めている。かつては有料のイベントであったが、東日本大震災以降は無料での公開とし、観客から震災関連の募金を募っている。
- 校内競技大会
年に2回行われる、学年のクラス対抗による競技大会である。1学期末は夏季大会として、水泳、駅伝、バスケットボール、バレーボール、卓球、綱引き、玉入れ、ソフトテニス、陸上競技が行われる。この競技大会は、秋に行われる高崎高校との定期戦の選手選考も兼ねている。3学期末は春季大会として、サッカー、ソフトボール、硬式テニス、バレーボール、バドミントン、卓球が1, 2年生において行われる。成績は夏季大会のものと合算して決定される。
- 研修旅行 
2006年（平成18年）度から修学旅行が実施されなくなり、その代替として東京方面にて1泊2日で実施された。旅行の内容は、大学の模擬授業の受講や、企業・研究所・博物館等を見学するものである。研修の成果は総合的な学習の時間におけるレポート作成に反映される。なお、2008年（平成20年）度からは、1年生で関西方面へ2泊3日で出かけ、2年生で東京方面へ日帰りで出かけるという形式に変更された。2014年（平成26年）度からは修学旅行が再開され、2013年（平成25年）度からは1年生が2学期に東京方面へ日帰りで出かけている。
- 修学旅行
2005年（平成17年度）までは、1年生の3学期に3泊4日で修学旅行を行い、関西方面や沖縄に出かけていた（さらに以前は1年生の3学期または2年生の2学期に、4泊5日で関西方面に出かけていた）。2014年（平成26年）度からは修学旅行が復活し、2年生の2学期に3泊4日で沖縄方面に出かける。
- 赤城新入生オリエンテーション
毎年4月に行われる一年生が一泊二日で行われる合宿である。学校生活や生徒会活動、学校行事などに関するオリエンテーションの他、校歌指導、クラス対抗の綱引きなどが行われている。
- OB講演会
前橋高等学校OBによる講演会。例年10 - 11月に、開校記念式典とセットで行われている。ここ数年は安部一郎（講道館柔道十段・創立130周年記念講演）、重原久美春（元OECD（経済協力開発機構）副事務総長）、三村明夫（講演当時新日本製鐵社長）、高井健二（講演当時群馬県教育長）、宮川秀之（ジョルジェット・ジウジアーロとともにイタルデザイン社を設立）、斎藤公男（日本建築学会会長・蛟龍館の設計者）、青木哲（前本田技研工業会長）、井野修（日本野球機構審判長）らを講師として迎えている。

過去に約8kmのコースを走る全校マラソン大会が行われていたが、ベイシア前橋モール店が学校東隣にオープンし、周辺の交通量が激増したことで安全面の問題から2000年（平成12年）度を最後に実施されなくなった。また、1997年（平成9年）まで、毎年1月に予餞会が行われてきた。これは、群馬県民会館（現在はベイシア文化ホール）、後に前橋市民文化会館で実施され、かつては芸能人を招いてのコンサート、後にはお笑い芸人等を招いてショーやコントを鑑賞する会であった。これは開校記念式典とセットで行われていたが、1998年（平成10年）より実施されなくなった（なお、開校記念式典は毎年秋に時期を移し、OB講演会とセットで体育館で実施されている）。

### 部活動
2002年春の硬式野球部の甲子園（センバツ）出場をはじめとして、剣道部、卓球部、陸上部、軟式野球部、弓道部、山岳部などが県内で好成績を挙げており、群馬県高校総体の男子総合成績では、2007年度の総合2位を筆頭に、ここ数年は総合成績で3位以内にランクイン、2017年度には総合初優勝を果たしている。また、全国大会に出場する部も毎年複数ある。
また1978年春のセンバツ出場時には、対比叡山高校戦において松本稔投手が完全試合を達成した（春夏を通じ甲子園大会史上初）。このことは高校野球ファンのみならず全国的に有名であり、『四番、ピッチャー、背番号1』（横尾弘一著）では、松本のその後の歩みが取り上げられている。なお、松本は2007年度まで前橋高校で体育教師・野球部監督を務め、前述のとおり本校を24年ぶりの甲子園に導いた（2008年度に群馬県立中央中等教育学校に異動）。完全試合達成時の主将・川北茂樹は当時を振り返る著書『昭和高校球児物語』を2024年に出版した。
また、文化部の活動も盛んで、吹奏楽部をはじめ、全国の高校でも数少ない男声合唱に取り組んでいる音楽部、「トマールくん」をはじめ、情報学・科学系の探究活動を行っている科学・物理部、百人一首かるた部、書道部、美術部、演劇部、囲碁部、将棋部、地歴部、鉄道研究部、マンドリンに親しんでいたことで知られるOBの萩原朔太郎にちなんで結成された歴史を持つギター・マンドリン部、テレビ番組でもその活動ぶりが紹介された、全国的にも珍しい大道芸部などがある。クイズ研究同好会や、家庭科同好会などの同好会も存在する。

### 坂東太郎
校友会誌。明治23年（1890年）、通学倶楽部から出された『文藻』を源流とする。明治27年（1894年）、11号まで発行された『文藻』を改題し、『学友会雑誌』第1号として発行。明治34年（1901年）30号となるのを機に『坂東太郎』と改題。昭和14年（1939年）第92号を「戦線慰問号」として発行、次年度より紙不足により中止。昭和23年（1948年）新制高校発足に伴い第93号を終刊号として発行。昭和34年（1959年）第94号を創立80周年記念号として復刊。
寄稿した当時の生徒には平井晩村、萩原朔太郎らがいる。

## 高校関係者と組織

### 高校関係者組織
- 同窓会
同窓会組織として「群馬県立前橋中学校・前橋高等学校同窓会」[15]（略称：前中・前高同窓会、明治44年（1911年）設立）があり、同窓会本部のほか、居住地域別支部および卒業年次別の同期会が組織されている。

### 著名な出身者
政治家
- 鈴木貫太郎 - 第42代内閣総理大臣、海軍大将、枢密院議長（第20・22代）
- 飯塚春太郎 - 元衆議院議員、元衆議院全院委員長
- 石井繁丸 - 元衆議院議員、元前橋市長、第4代同窓会長
- 稲茂登三郎 - 元衆議院議員、元帝国火災保険株式会社取締役
- 今泉嘉一郎 - 元衆議院議員、日本鋼管（現・JFEホールディングス）創業者
- 木暮武太夫 - 元衆議院議員、元参議院議員、第26代運輸大臣、元群馬大同銀行会長
- 佐田玄一郎 - 元衆議院議員、元内閣府特命担当大臣（規制改革担当）、元衆議院議院運営委員長（第66・74代）
- 清水留三郎 - 元衆議院議員、元外務政務次官
- 鈴木強平 - 元衆議院議員、元参議院議員、元首都建設政務次官
- 関口志行 - 元衆議院議員、元前橋市長、第2代同窓会長
- 関口安太郎 - 元衆議院議員、酪農家
- 田中喜代松 - 元衆議院議員、元旭川区会議長
- 田邊誠 - 元衆議院議員、第11代日本社会党委員長
- 羽生田進 - 元衆議院議員、元科学技術政務次官、元群馬県医師会会長
- 宮崎岳志 - 元衆議院議員、元上毛新聞記者、作家、群馬県議会議員
- 矢野鉉吉 - 元衆議院議員、元東京府会議長
- 山口鶴男 - 元衆議院議員、第15代総務庁長官、第11代日本社会党書記長
- 伊能芳雄 - 元参議院議員、元群馬県知事（公選第2代）、元長野県知事（官選第31代）
- 大屋晋三 - 元参議院議員、第12代運輸大臣、第31代商工大臣、元帝人代表取締役社長
- 角田義一 - 元参議院議員、元参議院副議長
- 羽生田俊 - 元参議院議員、元厚生労働副大臣、元日本医師会副会長
- 膳桂之助 - 元貴族院議員、初代経済安定本部総務長官、初代物価庁長官、旧日本団体生命保険創立者
- 渡辺三郎 - 元貴族院議員、日本鉄鋼協会元会長
- 清水一郎 - 元群馬県知事（公選第9-12代）、第47代群馬県議会議長
- 内山岩太郎 - 元神奈川県知事（公選第1-5代、官選第25代）、元外交官
- 小島源三郎 - 元秋田県知事（官選第22代）、元静岡市長
- 山本龍 - 前前橋市長
- 藤嶋清多 - 元前橋市長
- 藤井精一 - 元前橋市長
- 江原桂三郎 - 元前橋市長
- 臂泰雄 - 伊勢崎市長
- 生方誠 - 元沼田町長、元国家公安委員
- 星野寛 - 第90代群馬県議会議長
- 中村紀雄 - 第79代群馬県議会議長
- 菅野義章 - 第74代群馬県議会議長
- 田島雄一 - 第72代群馬県議会議長
- 鈴木邦和 - 元東京都議会議員、実業家
- 中島資浩 - 元群馬県議会議員、元前橋市議会議員

官僚・国際機関関係者
- 細谷喜一 - 元内閣官房副長官
- 堤富男 - 元通商産業事務次官
- 桜井俊 - 元総務事務次官、櫻井翔の父
- 金井昭彦 - 元国土交通省近畿運輸局長
- 土屋喜久 - 元厚生労働審議官
- 今井敏 - 元林野庁長官
- 田島淳志 - 元財務省関税局長、元国税庁次長
- 重原久美春 - 元経済協力開発機構 (OECD) 副事務総長

軍人・自衛隊関係者
- 鈴木孝雄 - 陸軍大将、靖國神社第四代宮司。鈴木貫太郎の弟
- 渡辺金造 - 陸軍中将、歴史家
- 東宮鉄男 - 陸軍大佐。大尉のとき張作霖爆殺を実行
- 美濃部貞功 - 海軍少将
- 栗原悦蔵 - 海軍少将
- 岩佐直治 - 海軍中佐、軍神。特殊潜航艇を考案し自ら真珠湾攻撃に出撃
- 月橋晴信 - 防衛省防衛大学校副校長
- 斉藤和重 - 防衛省防衛大学校副校長
- 堀地徹 - 防衛省防衛医科大学校副校長

社会運動家・革命家
- 井上日召 - 血盟団指導者
- 高畠素之 - 社会思想家。日本初の『資本論』全訳に成功
- 高木仁三郎 - 脱原発運動活動家

企業家
- 井田純一郎 - サンヨー食品代表取締役社長、日本即席食品工業協会理事長
- 吉澤和弘 - 元NTTドコモ代表取締役社長、NTTドコモ相談役
- 吉田慎一 - 元テレビ朝日HD社長、元テレビ朝日社長、元朝日新聞社上席執行役員、日本新聞協会賞受賞
- 野中正人 - 元しまむら代表取締役社長
- 三村明夫 - 新日本製鐵相談役、日本鉄鋼連盟第11代会長、経団連元副会長、日本商工会議所会頭
- 青木哲 - 元本田技研工業会長、元日本自動車工業会会長
- 岩上敦宏 - アニプレックス執行役員、第2企画制作グループ代表
- 金井滋直 - 元興国人絹パルプ社長
- 腰高博 - コシダカホールディングス社長兼CEO、カラオケ本舗まねきねこ創業者
- 高山允伯 - TCSホールディングス創業者、元社長
- 南条金雄 - 元三井物産代表取締役会長
- 土屋裕雅 - カインズホーム代表取締役会長
- 福田尚久 - 日本通信代表取締役社長、Apple本社・元副社長、前橋工科大学理事長
- 甘利治夫 - 元奈良新聞社代表取締役
- 角田克 - 朝日新聞社代表取締役社長
- 梁瀬長太郎 - ヤナセ創業者（東京府尋常中学校に転校）
- 星野唯三 - 元日清製粉代表取締役社長
- 齋藤尚一 - トヨタ自動車工業第3代会長
- 安藤伸樹 - 前全国健康保険協会理事長
- 樋口正人 - ダステック代表取締役社長
- 堀江裕介 - dely創業者、代表取締役社長
- 江利川宗光 - 元株式会社ジャルパック代表取締役社長、元公益財団法人群馬県観光物産国際協会専務理事

文化・芸術関連
- 萩原朔太郎 - 詩人、作家
- 平井晩村 - 詩人
- 萩原恭次郎 - 詩人
- 高橋元吉 - 詩人、元煥乎堂社長
- 河原侃二 - 詩人、俳優、写真家
- 渡辺松男 -  歌人
- 住谷三郎 - 歌人
- 半田義之 - 芥川賞作家
- 浅田晃彦 - 作家、医師
- 高斎正 - 作家、自動車評論家
- 森田素夫 - 小説家
- 佐藤垢石 - エッセイスト
- 糸井重里 - コピーライター、作詞家
- 関俊治 - 随筆家
- 南城一夫 - 画家
- 小林真二 - 洋画家
- 塚本茂 - 洋画家
- 髙荷義之 - イラストレーター
- 根岸豊 - CGアーティスト
- 森村酉三 - 鋳金工芸家
- 小倉しんこう - ミュージシャン
- マサ小浜 - ギタリスト
- 町田嘉章 - 音楽評論家
- 立川談之助 - 落語家・立川談志一門・1992年真打
- 柳家小もん - 落語家
- 小栗康平 - 映画監督
- 飯塚俊男 - 映画監督
- 小林桂樹 - 俳優
- 天田俊明 - 俳優
- 坂口進也 - 俳優

スポーツ関連
- 鈴木惣太郎 - 日本のプロ野球の生みの親
- 中利夫- 元中日ドラゴンズ外野手・監督
- 宮田征典 - 元読売ジャイアンツ投手・コーチ。スポーツキャスター。元祖「8時半の男」。
- 井野修 - プロ野球審判員（セ・リーグ審判部長）
- 松本稔 - 春夏合わせて、高校野球の甲子園史上初の完全試合を達成した投手。
- 小林勝巳 - 元プロ野球選手
- 新井竜郎 - 元プロ野球選手
- 安部一郎 - 柔道家
- 鈴木保巳 - 元競輪選手。元競輪評論家。名選手として鳴らした福島正幸の師匠。
- 松本大 - トレイルランナー

学術関係
- 角田柳作 - コロンビア大学日本歴史講座講師、コロンビア大学名誉博士。コロンビア大学に日本文化研究所を設立。コロンビア大学でドナルド・キーンを指導
- 中島徳蔵 - 第6・7代東洋大学学長、哲学館講師時代に哲学館事件で職を追われる。
- 山崎匡輔 - 土木工学者、第2代東海大学学長、成城大学学長、東京帝国大学教授、文部次官
- 浦野匡彦 - 元二松學舍大学学長、日本遺族会副会長。「上毛かるた」の生みの親。
- 住谷悦治 - 経済学者、第14代同志社大学総長
- 大塚保治 - 東京帝国大学教授、帝国学士院会員、美学者。『吾輩は猫である』の登場人物・迷亭のモデルといわれる
- 釘本久春 - 国語学者、東京外国語大学教授、旧文部省官僚。戦後漢字の新字体と新仮名遣いの導入に尽力。中島敦の一高・東大を通じての親友
- 矢部喜正 - 医学者、東邦大学医学部教授
- 斎藤公男 - 建築構造学者、日本建築学会会長、日本大学理工学部名誉教授、『空間・構造・物語』
- 網野武博 - 上智大学文学部社会福祉学科教授
- 清水和夫 - 群馬大学教育学部教授
- 設楽博己 - 東京大学名誉教授、考古学者
- 品田悦一 - 東京大学大学院総合文化研究科教授、万葉学者
- 関良徳 - 信州大学教授、日本法哲学会事務局長
- 二宮丁三 - 商学者、初代共立女子大学学長、元兵庫県立神戸商科大学学長事務取扱
- 村中祐生 - 第29代大正大学学長、『天台小止観をよむ 仏教の瞑想法』
- 星野愷 - 電気化学者、東京工業大学名誉教授、磁気テープの父
- 笠原十九司 - 歴史学者、都留文科大学名誉教授
- 亀井秀雄 - 文学研究者、文芸評論家、北海道大学名誉教授、市立小樽文学館館長
- 茂木俊彦 - 教育心理学者、第11代東京都立大学総長
- 遠藤隆吉 - 巣鴨学園創設者
- 佐野友三郎 - 山口県立山口図書館館長
- 矢部規矩治 - 農学者、酒類総合研究所創設者
- 森村道美 - 都市計画家、東京大学教授
- 青木俊明 - 都市計画学者、東北大学大学院国際文化研究科准教授
- 星野俊也 - 国際政治学者、外交官、大阪大学大学院教授
- 干川剛史 - 社会学者、大妻女子大学教授
- 長沼範良 - 法学者、上智大学大学院教授
- 飯塚啓 - 動物学者、学習院大学教授
- 大島登志彦 - 地理学者、高崎経済大学名誉教授
- 戸所隆 - 地理学者、高碕経済大学名誉教授
- 小池善吉 - 歴史学者、上武大学教授、中之条町立歴史民俗資料館館長
- 今井清一 - 歴史学者、政治学者、横浜市立大学名誉教授
- 今井善一郎 - 民俗学者
- 唐沢孝一 - 都市鳥研究家
- 横堀將司 - 医学者、日本医科大学救急医学教室大学院教授
- 針塚長太郎 - 蚕業教育者、上田蚕糸専門学校初代校長・名誉教授
- 飯島権蔵 - 教育者、松商学園短期大学初代学長
- 笠原群生 - 外科医、国立成育医療研究センター病院長
- 渡辺真理 - 建築家、法政大学デザイン工学部建築学科教授
- 井草準一 - 数学者、ジョンズ・ホプキンズ大学名誉教授
- 大塚仁 - 法学者、名古屋大学名誉教授
- 河部利夫 - 歴史学者、東京外国語大学名誉教授
- 宍倉光広 - 数学者、京都大学教授
- 小川正行 - 公衆衛生学者、群馬大学教育学部教授
- 岩倉義男 - 高分子化学者、東京大学教授
- 吉田賢右 - 生物学者、東京工業大学名誉教授

宗教家
- 羽鳥明 - 太平洋放送協会理事長
- 舟喜順一 - 聖書宣教会顧問

アナウンサー
- 生方恵一 - 元NHKアナウンサー
- 下境秀幸 - NHKアナウンサー
- 柴田厚 - 元NHKアナウンサー
- 岡部晃彦 - 元NHKアナウンサー
- 北爪健太 - 元群馬テレビアナウンサー
- 渡邉卓哉 - 元フジテレビアナウンサー
- 増田和也 - テレビ東京アナウンサー

その他の著名な出身者
- 小原玲 - 動物写真家
- 大崎映晋 - 水中写真家、水中考古学者、海女文化研究家
- 臼井二美男 - 義肢装具士
- 矢島保治郎 - 探検家
- 関口林五郎 - 医師、柔道家、群馬県医師会長、第3代同窓会長
- 大島保彦 - 駿台予備学校英語科講師
- 本庄豊 - 教育者
- 茂木淳一 - タレント・ナレーター
- できたくん - 芸人
- 桐生ザベスト - 芸人
- 百目鬼恭三郎 - 新聞記者、文芸評論家
- 一倉定 - 経営コンサルタント
- 柳原敏雄 - 料理人、料理研究家

### 著名な教職員
- 内藤耻叟 - 旧制中学（群馬県中学）時代の校長（初代）、歴史家
- 大島貞益 - 旧制中学（群馬県中学）時代の校長（第2代）
- 澤柳政太郎 - 旧制中学（群馬県中学）時代の校長（第6代）
- 鈴木券太郎 - 旧制中学時代の校長
- 秋山恒太郎 - 旧制中学時代の校長
- 野村（忽那）吉之助 - 新制高等学校の校長（第19代）。梶井基次郎の友人で、雑誌『青空』同人。

## 施設

### 校舎
2007年（平成19年）に、県内の県立高校の中でも最も早く、教室棟の全普通教室にエアコン設備が設置された。当初は補習や模擬試験の際に運転されていたが、現在では授業時間中も運転されている。

### 記念館
校内の西、正門を入って右手に位置する建物。1979年（昭和54年）の前橋市天川原町（現在は文京町）から現在の下沖町への校舎移転（後述）の際、天川原町の旧校地にあった第二体育館を移築したものである。なお、この第二体育館は、1934年（昭和9年）に校舎が紅雲町から天川原町に移転した際に建てられた生徒控所（朝礼などが行われた）で、1952年（昭和27年）に校舎が全焼した際も焼け残り、新校舎の完成までは仮教室として使用されていた。下沖町に移築後の現在では記念館と呼ばれ、卓球部の活動場所としての他、体育の授業や学年単位の集会等に使用されている。

### 蛟龍館
校舎の東に設置されている。1980年に下沖町移転に伴って、同窓生の寄付金を元に新築された（設計は同窓生の斎藤公男）。1階が学生食堂、2階が会議室兼自習室（学期中の平日は基本的に20時半まで利用できる）、3階が各種文化部の活動室と部活動などの合宿のための宿泊施設として使われている。

### 文化財
- ラクウショウ - 蛟龍館前に植えられている。前橋市指定天然記念物に指定されている。北米原産の落葉針葉高木で、目通り3.0m、樹高20m。星野長太郎が1893年のシカゴ万国博覧会（シカゴ・コロンブス世界博覧会）を視察した際、持ち帰った樹木の一本といわれている。